# 임금님의 사건수첩
《임금님의 사건수첩》은 2017년에 개봉한 대한민국의 영화이다.

## 캐스팅

### 주요 인물
- 이선균 (아역 : 찬희) : 예종 역
- 안재홍 : 윤이서 역 - 예문관 검열

### 주변 인물
- 김희원 : 남건희 역
- 주진모 : 직제학 역 - 예문관
- 장영남 : 수빈 역
- 엄지성 : 잘산군 역
- 경수진 : 선화 역
- 정해인 : 흑운 역
- 박정민 : 의경세자 역
- 성병숙 : 대비 역

### 그 외
- 김홍파 : 영의정 역
- 김응수 : 좌의정 역
- 조영진 : 우의정 역
- 김길동 : 괴한 1 역
- 안용우 : 괴한 2 역
- 금광산 : 괴한 3 역
- 성도현 : 홍도광 역
- 박형수 : 사관 1 역
- 김민재 : 사관 2 역
- 이원 : 사관 3 역
- 이재환 : 사관 4 역
- 정태야 : 사관 5 역
- 백주환 : 사관 6 역
- 박정식 : 사관 7 역
- 홍기준 : 대전내관 역
- 최영도 : 대신 1 역
- 문경민 : 대신 2 역
- 정도원 : 정도광 역
- 홍재성 : 행인 1 역
- 전승재 : 행인 2 역
- 윤성모 : 양반 역
- 이정민 : 포도대장 역
- 안소림 : 잘산군 궁녀 역
- 나혜진 : 여종 역
- 장문규 : 어부 1 역
- 심완준 : 어부 2 역
- 서광재 : 도승지 역
- 이승훈 : 애꾸어부 역
- 김태훈 : 어의 역
- 장성원 : 남건희수하 1 역
- 양준석 : 남건희수하 2 역
- 김정영 : 제조상궁 역
- 이상원 : 수문장 역
- 이재현 : 내금위장 역
- 변우진 : 대머리괴한 4 역
- 나대한 : 대머리괴한 5 역
- 박성용 : 대머리괴한 6 역
- 이종운 : 대신 3 역
- 허인구 : 대신 4 역
- 이영호 : 대신 5 역
- 김경태 : 대신 6 역
- 김학충 : 대신 7 역
- 소남섭 : 대신 8 역
- 최강철 : 대신 9 역
- 고재경 : 대신 10 역
- 강준 : 아기 잘산군 역
- 서병철 : 회상내관 역
- 김동인 : 양산내관 역
- 권중현 : 거문고악공 역
- 항상은 : 장구악공 역
- 최리호 : 기수어부 역
- 이창선 : 가락국어부 1 역
- 김휘열 : 가락국어부 2 역
- 박진욱 : 가락국어부 3 역
- 김종훈 : 가락국어부 4 역
- 황상진 : 가락국어부 5 역
- 이웅희 : 가락국어부 6 역
- 조성준 : 가락국어부 7 역
- 임호준 : 가락국어부 8 역
- 이승일 : 남건희수하 3 역
- 정재훈 : 남건희수하 4 역
- 이연우 : 파발꾼 역
- 양희철 : 광나루말병사 역
- 최우성 : 석회공병사 1 역
- 최용훈 : 석회공병사 2 역
- 신성훈 : 포졸 1 역
- 송훈 : 포졸 2 역
- 임용순 : 선화아버지 역
- 이현아 : 기생악공 역
- 윤호정 : 궁녀 1 역
- 김지성 : 궁녀 2 역